# باب اکری
 باب اکری به انگلیسی (Robert R. "Bob" Acri) آهنگساز و پیانیست اهل ایالت متحده امریکا است. وی در تاریخ ۱۹۱۸ در شهر شیکاگو، امریکا متولد شد. وی یکی از چهره‌های بسیار شناخته‌شده کنونی در موسیقی جاز است.اَکری در سالهای ۲۰۰۱ و۲۰۰۴ دو آلبوم انفرادی آهنگهای سازنده را منتشر کرد. و یک ترکیب که در آلبوم خود عنوان شده بود را در سال ۲۰۰۴ تنظیم کرد که به عنوان نمونه موسیقی برای سیستم عامل رایانه ویندوز ۷ مورد استفاده قرار گرفت.وی در سال میلادی ۲۰۱۳ در شهر اوانستون، ایلینوی درگذشت.